# Bia shèlo kèdarka
La bia shèlo kèdarka (hébreu : ביאה שלא כדרכה rapport contre nature, litt. « copulation qui n’est pas selon sa voie ») désigne dans la loi juive des rapports anaux dans le cadre d’une relation hétérosexuelle. Elle est considérée d’un point de vue légal comme un rapport sexuel à part entière bien que différent. Cependant, la morale juive la réprouve et d’aucuns y voient la source de calamités diverses.

## Dans la littérature des Sages
Le statut légal de la bia shèlo kèdarka est tiré de Lévitique 20:13 : « (litt.) Et l’homme qui couche avec un mâle des rapports de femme » — de ce qu’il est écrit « des rapports » plutôt que « d’un rapport », les rabbins déduisent qu’il y a deux types de rapports. Rachi explique qu’on les différencie selon qu’elle soit effectuée ou non en un lieu où la semence prend.
La Mishna du traité Yevamot statue à plusieurs reprises qu’« on ne fait pas la part entre rapport et rapport » (lo halak bein biya lèbiya) en matière de mariage lévirat car les rabbins infèrent de la redondance en Deutéronome 25:5 (« litt. son levir viendra à elle et la prendra pour femme, réalisant le lévirat »), que le lévirat peut être réalisé par rapport sexuel quelle qu’en soit la modalité car « il viendra à elle — [il aura des rapports avec elle] selon sa voie, et il la prendra — pas selon sa voie » (bien que le but premier du mariage lévirat soit la perpétuation du patrimoine du mort, et qu’une bia shèlo kèdarka ne réponde pas à ces critères, elle est valide parce qu’elle démontre que le couple est fertile et capable de rapports). Abaye conclut d’un débat entre Rabbi et les sages, qu’il en est de même pour la première union conjugale, et qu’une bia shèlo kèdarka réalisée par le mari d’une vierge — mais non par un autre homme — permet de consommer le mariage. Une bia shèlo kèdarka est également considérée comme un rapport à part entière avec les proches parentes que proscrit le Lévitique, avec une bête, et selon Rava, un mari peut soupçonner sa femme d’adultère s’il pense qu’elle a eu des rapports contre nature avec un autre homme.

Un midrash semble lui aussi considérer les deux formes de rapport comme pratiquement équivalentes lorsqu’il enseigne que « nul homme n’avait encore approché [de Rebecca] » signifie que Rebecca avait, contrairement aux femmes de son époque, préservé non seulement les marques de sa virginité en s’abstenant de rapports selon la nature mais sa virginité même en se réfrénant des rapports contre nature. La légitimité de la bia shèlo kèdarka n’est cependant pas complètement acquise :

« Rabbi Yohanan ben Dehavaï a dit: “Les anges du service m’ont dit quatre choses: les boiteux, pourquoi existent-ils? Parce que leurs parents "renversent les tables"”. »

 Bien que Rabbi Yohanan contredise son homonyme (« Ce sont là les propos de Rabbi Yohanan ben Dehavaï mais les sages ont statué que la loi n’est pas comme Rabbi Yohanan ben Dehavaï, et que tout ce qu’un homme veut faire avec sa femme, il le fait ») et que la guemara cite ensuite le cas de femmes qui se sont présentées devant Rabbi et Rav après « renversement de la table », et ne les ont pas entendu réprouver ces relations, le Midrash associe explicitement les rapports contre nature au viol (« [Dina] fut remarquée de Sichem, fils de Hamor le Hévéen, gouverneur du pays ; (litt.) il la prit, coucha avec elle et la fit souffrir — il coucha avec elle, selon sa voie, et la fit souffrir, pas selon sa voie »), et de l’opinion de Rabbi Eléazar, c’est pour avoir couché avec Tamar contrairement à la nature qu’Er puis Onan se rendent mauvais aux yeux de Dieu qui les met à mort.

## Dans la loi juive
L’opinion d’Abaye a été consignée en loi, tant par Moïse Maïmonide (Mishné Torah, sefer Nashim, hilkhot ishout 3:5) que par Jacob ben Asher (Tour Even Haezer 33)